# Fuerza letal
La fuerza letal es un nivel de fuerza intrínsecamente probable de causar una gran lesión corporal o la muerte. Las armas de fuego, las armas blancas, explosivos e inclusive los vehículos están entre las armas cuyo uso se considera fuerza letal.
El "uso de la Fuerza letal" se concede a menudo a la Policía, cuando la o las personas involucradas, son un peligro inmediato para las personas a su alrededor. Por ejemplo, si un hombre entra en un supermercado disparando al azar, si tener consideración por la seguridad de las personas a su alrededor, rehusándose o poco dispuesto a colaborar, se autorizaría el uso de fuerza letal, como un medio para prevenir cualquier peligro adicional a la comunidad. En los Estados Unidos, esta tiene como base el caso Tennessee vs. Garner, en donde se dijo que la "fuerza letal... no puede ser usada a menos que sea necesario para prevenir el escape y el oficial tenga una causa probable para creer que el sospechoso plantea una amenaza significante de muerte o graves daños físicos para él mismo o los demás oficiales". En Australia, se propuso recientemente que los oficiales de policía pueden usar esta arma cuando una persona, en el futuro sea causa de amenaza para los demás (véase el artículo Australian Anti-Terrorism Act 2005 en inglés).
En general, todos los fuerzas armados, sea la policía, los militares o alguna ramificación de ellos, tienen la habilidad de dar autorización para el uso de dicha fuerza.
En los Estados Unidos, un civil puede utilizar legalmente la fuerza letal cuando sea considerado homicidio justificable. Sin embargo, la autodefensa que tiene como resultado el uso de la fuerza mortal por un civil o civiles contra un individuo o individuos es a menudo sujeta al examen por un tribunal si es poco claro si fue necesario en el punto de la ofensa, y si hay o no más acción en la parte que la ley necesita para ser tomada. Una legislación, conocida como la "Ley de Fugas" de la Restauración Española, ha autorizado el uso de fuerza letal contra los escapes.

## Opiniones legales
En el caso Scott v. Harris, del 30 de abril de 2007, el Tribunal Supremo de Estados Unidos sostuvo que en un intento de la policía por detener una persecución a alta velocidad, que amenace las vidas de los espectadores inocentes, no viola la Cuarta Enmienda, incluso aun cuando al automovilista que huye, se pone en riesgo de la sufrir heridas graves o la muerte. En el Caso Harris, el Oficial Scott usó su patrulla para tocar la parte trasera del vehículo del fugitivo perdiendo el control.
Tradicionalmente, el contacto intencional entre los vehículos se ha considerado como uso ilegal fuerza letal, aunque algunas apelaciones federales de los Estados Unidos han atenuado este precedente. En el caso Adams v. St. Lucie County Sheriff’s Department, el Tribunal Séptimo de la Corte de Apelación dictaminó que aunque las fatalidades pueden resultar por choques intencionales entre automóviles tales fatalidades son poco frecuentes, y por lo tanto, el uso ilegal de fuerza letal, no se debe presumir como el nivel de la fuerza aplicado en tales incidentes. Sin embargo, el caso Adams fue puesto en cuestión posteriormente, cuando alternadamente fue invertido por el Tribunal Supremo de Justicia de los Estados Unidos en el caso Harris, mencionado arriba. La extensión a la cual el caso Adams puede ser confiado es incierta. En el caso Adams, el oficial colisionó el vehículo del sospechoso.
En el caso Donovan v. City of Milwaukee, el Tribunal Séptimo de la Corte de Apelación reconoció este principio, pero agregó que las colisiones entre los automóviles y las motocicletas conducen con frecuencia a la muerte del motorista, y que, por lo tanto, la presunción del uso ilegal de fuerza letal fue utilizada en tales choques intencionales, es más apropiado. En el caso Donovan, el sospechoso perdió el control de su motocicleta y quedó en el aire, chocando con la patrulla del oficial, que estaba parada como parte de una barricada para interceptar.